# Piratería anglo-turca

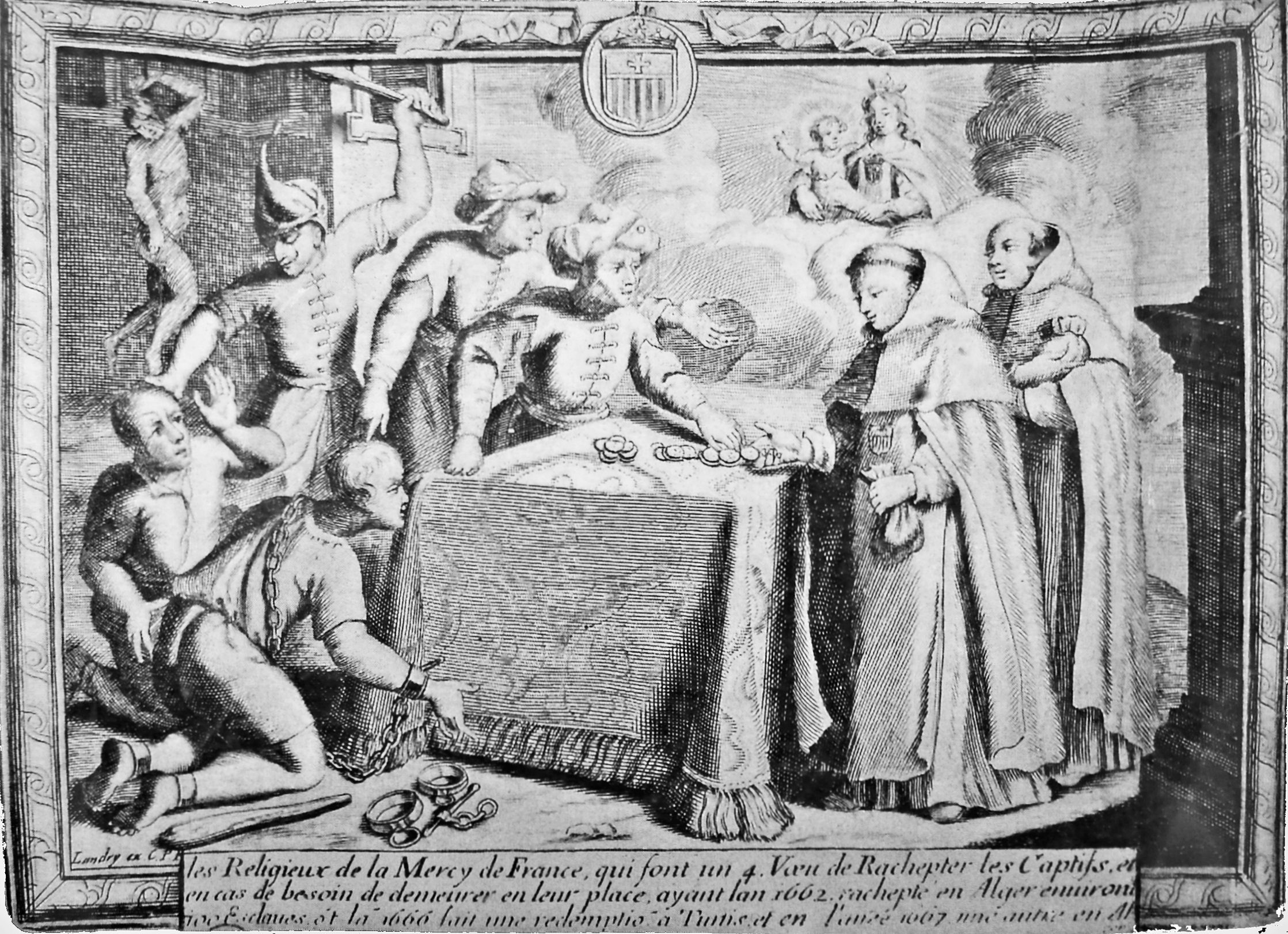
Rescate de cautivos cristianos por monjes católicos en los Estados de Berbería.

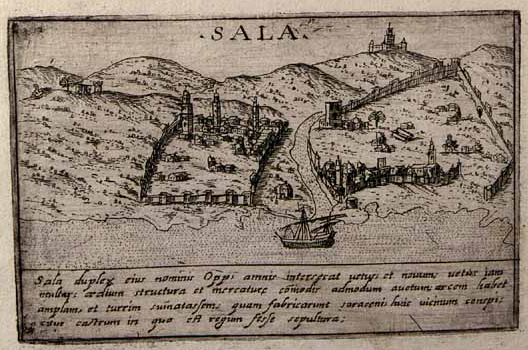
Salé fue una de las bases de la piratería anglo-turca.

Se conoce como piratería anglo-turca o piratería anglo-berberisca (del inglés: Anglo-Turkish piracy o Anglo-Barbary piracy) a la colaboración establecida entre piratas berberiscos y piratas ingleses para atacar a los barcos católicos durante el siglo XVII que navegaban por todo el mar Mediterráneo,  aunque actuaban también en el litoral atlántico de África Occidental, y en el Atlántico Norte, llegando incluso al sur de Inglaterra, Irlanda e Islandia. Además de apresar barcos y apropiarse de sus mercancías, la otra faceta lucrativa de su actividad era el asalto a pueblos costeros europeos, especialmente del Levante español y el sur italiano, donde se capturaba a sus pobladores cristianos que luego eran vendidos como esclavos en los mercados norteafricanos, en Argelia y Marruecos.

## Colaboración anglo-turca
Los protestantes y los musulmanes, turcos y bereberes, más precisamente, piratas berberiscos, colaboraron durante ese período contra su enemigo común, la Europa católica. Esta colaboración tiene que ser vista en el contexto de las guerras de religión y la continua batalla mortal entre el protestantismo y el catolicismo. En ese momento, España, Portugal y Francia, que estaban aplicando  políticas anti-protestantes, fueron el objetivo de esa colaboración anglo-musulmana. También parece que los piratas ingleses, que había estado activos contra España hasta 1604, cuando se firmó la paz con Inglaterra, se inclinaban todavía por continuar la lucha y las depredaciones, aunque bajo la protección de un estado diferente, para vergüenza de la Corona inglesa.
La piratería en las filas de los piratas musulmanes de Berbería fue también una manera de encontrar un empleo, después que el rey Jacobo I de Inglaterra proclamase formalmente el fin del corso en junio de 1603. Además, abandonar Inglaterra así como su fe, era a menudo un camino hacia el éxito financiero, ya que se podría hacer fortuna atacando barcos cristianos. Hacia 1610, la riqueza de los piratas renegados ingleses había llegado a ser tan famosa como para ser objeto de obras de teatro, y el rey ofreció el perdón real para aquellos que deseasen regresar.
No solo los corsarios ingleses participaron a esta colaboración, si no también los neerlandeses, que compartían los mismos objetivos. Los barcos católicos eran atacados y los detenidos llevados a Argel u otros lugares de la costa de Berbería para ser vendidos como esclavos. El número de estos piratas ingleses fue significativo. Jack Ward, Henry Mainwaring, Robert Walsingham y Peter Easton estaban entre esos piratas ingleses al servicio de los deys —título de los gobernantes de Argelia y Trípoli— de la costa de Berbería. Algunos de los piratas neerlandeses más famosos fueron Zymen Danseker, Salomo de Veenboer y Jan Janszoon. Algunos de ellos, como Ward y Danseker, eran renegados que habían adoptado el islam. Mainwaring atacaba a los españoles preferentemente, y afirmaba que evitaba los barcos ingleses, pero parecen haber atacado buques de todas las nacionalidades. Walsingham fue conocido por haber liberado a cautivos turcos de galeras cristianas, y haber vendido cautivos cristianos en el mercado de esclavos de África del Norte. Janszoon llevó a cabo largas incursiones, como los secuestros turcos en Islandia para vender sus esclavos en la costa de Berbería.
Más allá del compartido antagonismo religioso hacia el catolicismo, los estados de Berbería probablemente ofreciesen ventajas económicas, así como la movilidad social a los piratas protestantes, ya que los estados de Berbería eran un ambiente muy cosmopolita en ese momento.
Una carta contemporánea afirma:

La infinidad de artículos, mercancías, joyas y tesoros tomada por nuestros piratas ingleses diariamente a los cristianos y llevados a Allarach, Argel y Túnez para gran enriquecimiento de moros y turcos y empobrecimiento de cristianos.
The infinity of goods, merchandise jewels and treasure taken by our English pirates daily from Christians and carried to Allarach, Algire and Tunis to the great enriching of Mores and Turks and impoverishing of Christians.
Carta contemporánea enviada desde Portugal a Inglaterra.

## Reacciones católicas

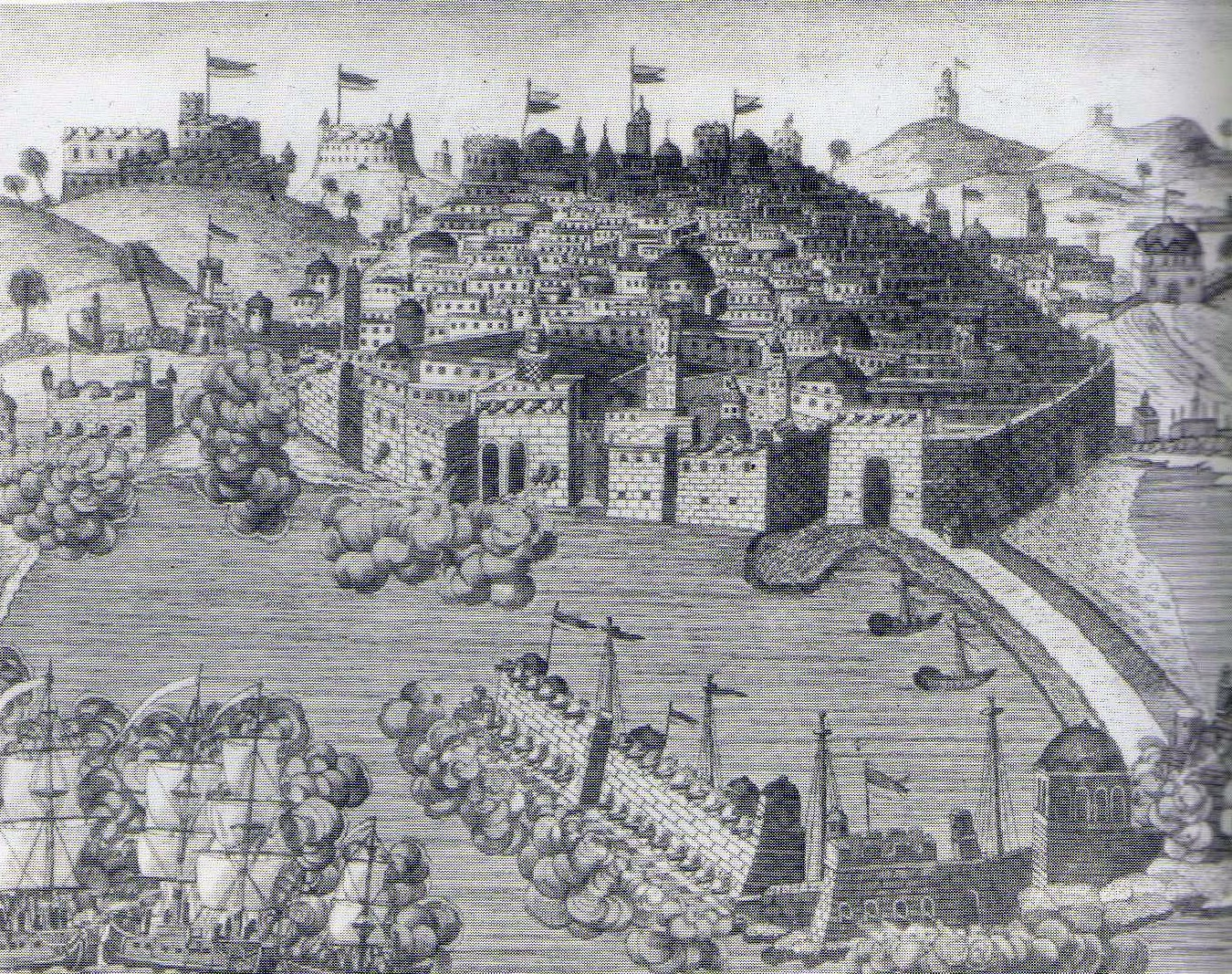
Bombardeo de Argel en 1682, por Abraham Duquesne.

Francia, que tenía una tradición de alianzas con el Imperio otomano formuló una protesta formal ante el sultán otomano en 1607, quejándose de que a los piratas ingleses y neerlandeses se les permitiera utilizar los puertos del norte de África como base para atacar a sus navíos. Para Francia, esto era una clara conspiración contra el catolicismo, descrita en ese momento como turco-calvinismo.
Con el fin de frenar estas acciones, España formuló una declaración en contra de la piratería y el corso en 1615.
Inglaterra probablemente se mantuvo ambivalente acerca de esta suerte de colaboración pirata, cuando atacó Argel en 1621 con el fin de liberar a los cautivos cristianos. En 1629, Luis XIII atacó Salé para liberar a 420 cautivos franceses. Luis XIV bombardeó también más tarde Argel en represalias. Las órdenes religiosas católicas, especialmente los trinitarios y los lazaristas de san Vicente de Paul, él mismo un ex esclavo, las donaciones acumuladas al rescate y liberar a los esclavos cristianos. Se estima que los misioneros liberaron  unos 1.200 esclavos hasta la muerte de san Vicente de Paúl en 1660, por un total de 1.200.000 libras.